# Fanny Hjelm (pittrice)
Fanny Elisabeth Wilhelmina Hjelm (Lindesberg, 6 novembre 1858 – 1944) è stata una pittrice svedese.
Iniziò gli studi presso la Slöjdskolan, Scuola di Arti e Mestieri (ora Konstfack, Facoltà d'Arte), affinandoli e poi presso l'Reale Accademia delle Belle Arti (Kungliga Akademien för de fria konsterna) di Stoccolma tra il 1878 e il 1884.
Nella sua attività artistica predilesse come soggetti delle sue opere le nature morte floreali e ritratti in miniatura, spesso su avorio, tra gli altri anche di membri della famiglia reale svedese.
Diverse sue opere sono esposte al Museo nazionale di Stoccolma.

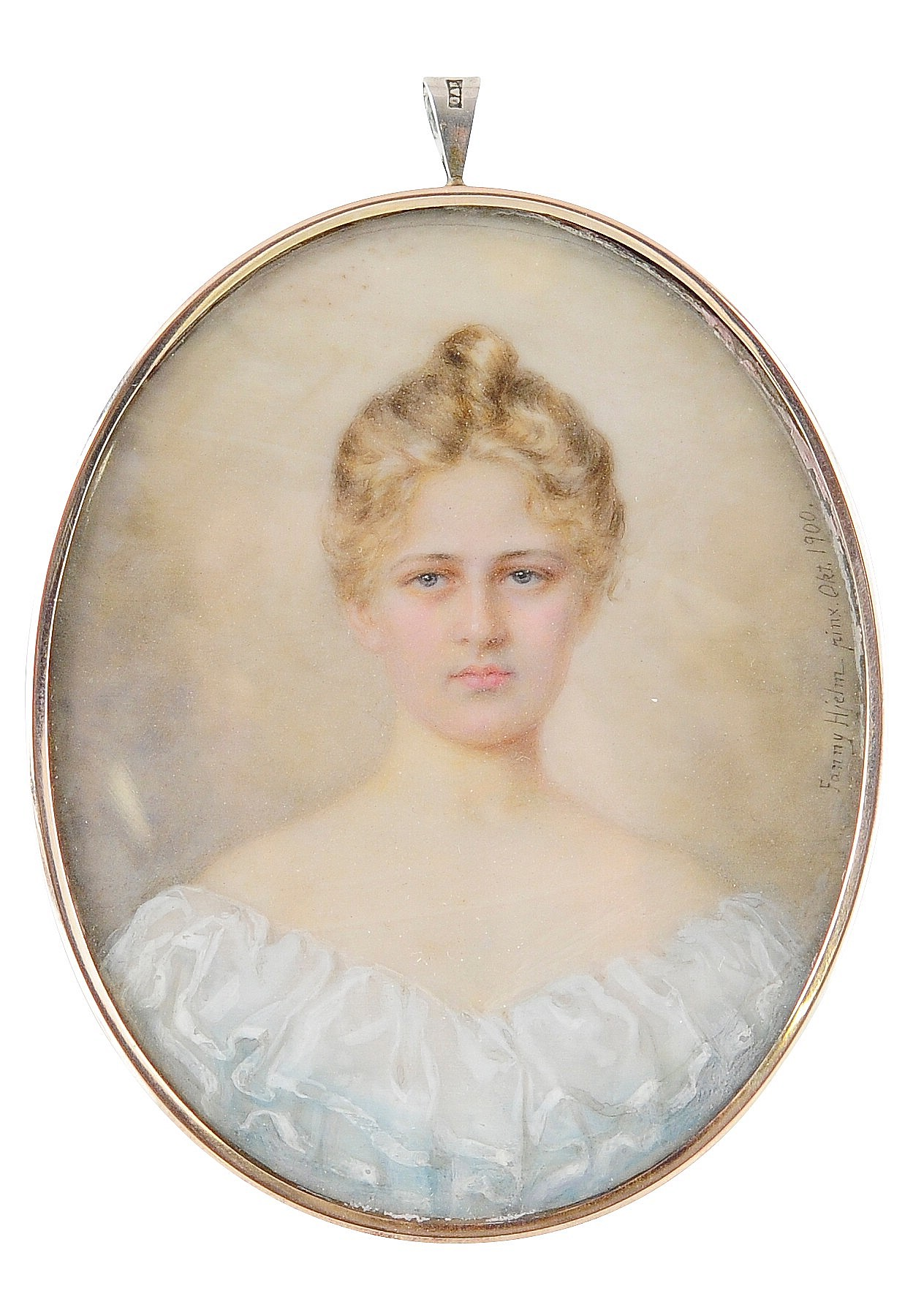
porträtt av Margot Rodatz, (1900).
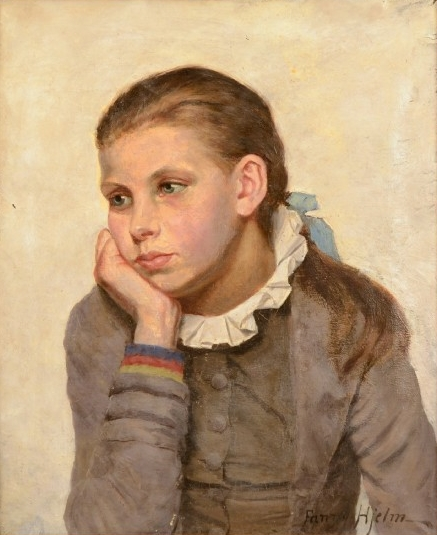
Flicka i tankar.
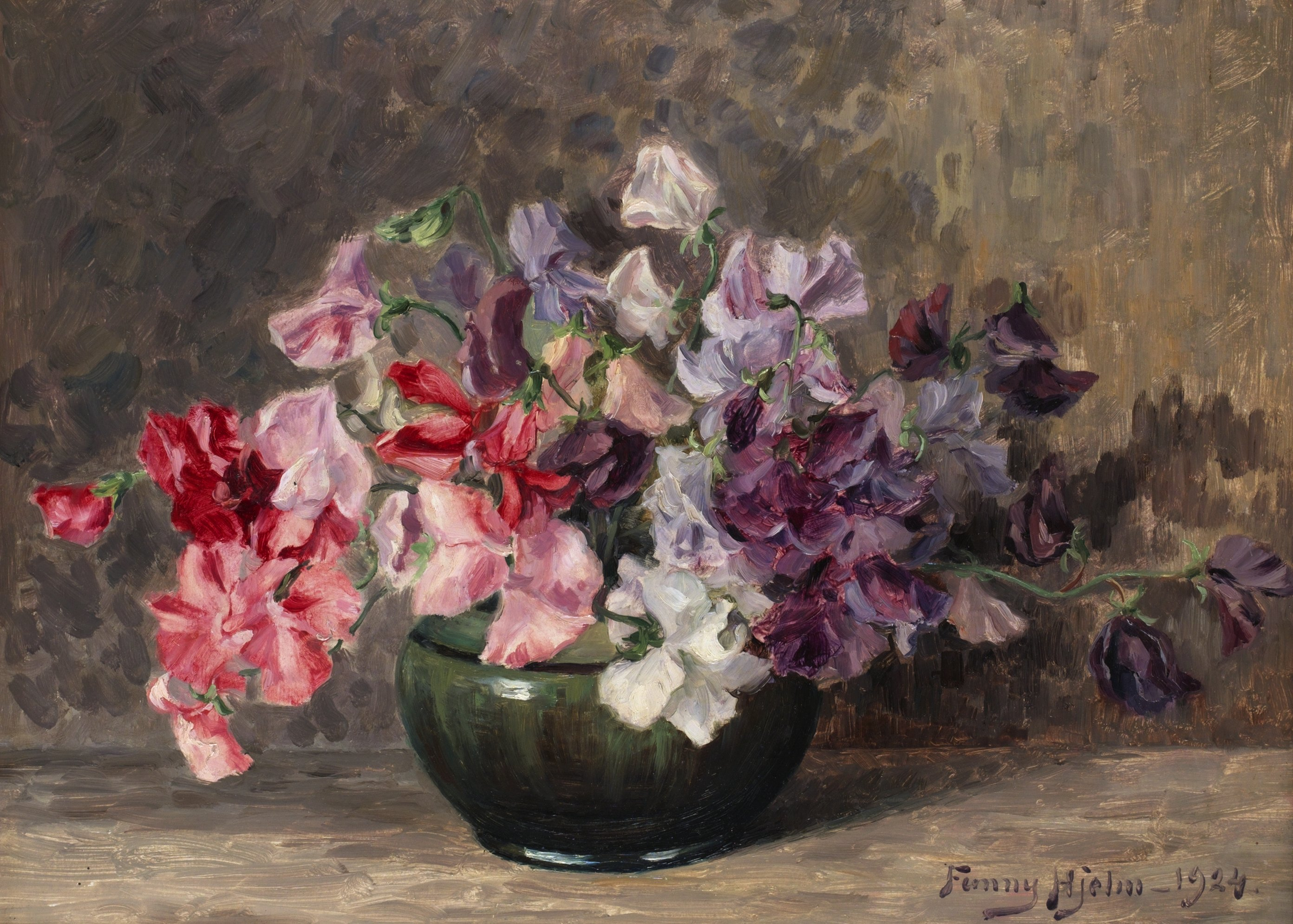
Stilleben med blommor, (1924).
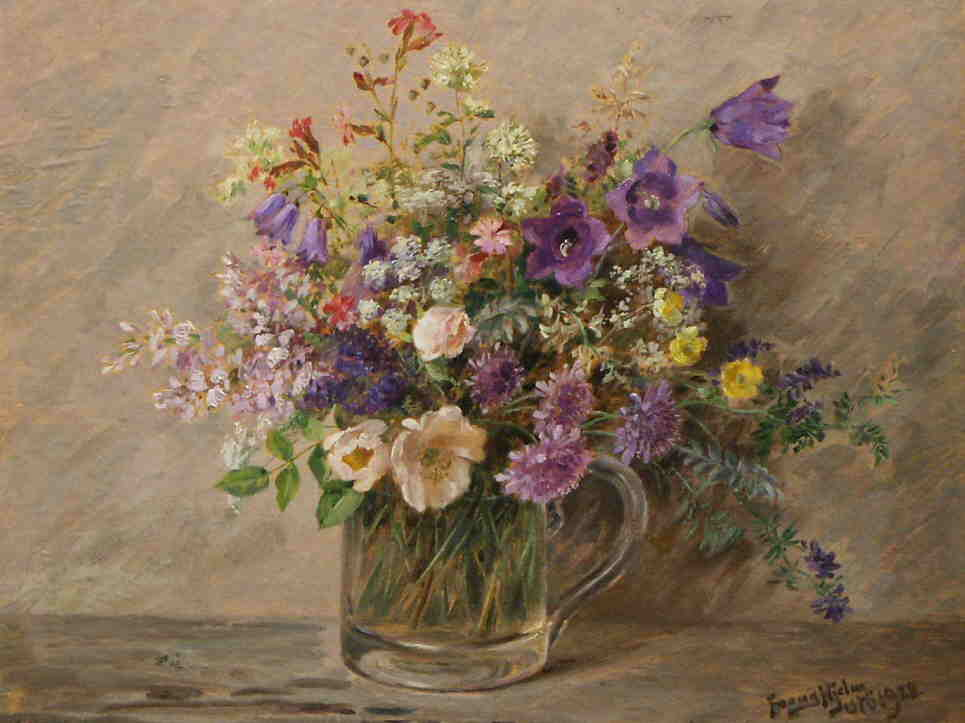
Sommarblommor, (1928).